# 西藏羊八井宇宙线国家野外科学观测研究站
西藏羊八井宇宙线国家野外科学观测研究站是中华人民共和国科技部认定的国家野外科学观测研究站之一。
该站始建于1989年，位于拉萨市北郊的羊八井镇，海拔4300米。该站隶属于中国科学院高能物理研究所。2009年10月12日，中华人民共和国科技部授予的“西藏羊八井宇宙线国家野外科学观测研究站”和“国际科技合作基地”在该站举行了挂牌仪式。
该站首创并独占了1013eV宇宙线观测窗口。由于EAS在该站发展到极大可进行精确测量，故该站是世界上高海拔宇宙线观测站的最佳站址，在国际宇宙线观测研究领域拥有重要地位。
2019年7月3日，中科院高能所宣布羊八井ASγ实验探测到来自蟹状星云方向的 450 TeV 的宇宙伽马射线，为首次探测到 100 TeV 以上的光子(Amenomori et al. 2019)。

### 引用
1. ↑  .   [2011-07-02]. （原始内容存档于2016-03-04）.
2. ↑  中国科学院工会和中央国家机关工会联合会慰问我所羊八井宇宙线观测站，中国科学院高能物理研究所，2006年[永久]
3. ↑  中国科学院高能物理研究所，西藏羊八井宇宙线国家野外观测研究站的建设、运行与发展，中国科学院院刊2010年04期[永久]
4. ↑  董瑞丰; 李键. 邱丽芳 , 编. . 新华网. 新华社. 2019-07-03  [2019-07-03]. （原始内容存档于2020-08-05）.

### 列表
- Amenomori, M.; Bao, Y. W.; 毕效军;  et al. . arXiv e-prints. 2019. Bibcode:2019arXiv190605521A. arXiv:1906.05521 .